# Einadia hastata
Einadia hastata är en amarantväxtart som först beskrevs av Robert Brown, och fick sitt nu gällande namn av Andrew John Scott. Einadia hastata ingår i släktet Einadia och familjen amarantväxter. Inga underarter finns listade i Catalogue of Life.